# Hans Trumpler
Johannes Bernhard Heinrich Trumpler, genannt Hans Trumpler (* 18. Oktober 1875 in Frankenthal (Pfalz); † 19. Februar 1955 in Los Angeles) war ein deutscher Jurist, Hochschullehrer und Mitglied des Provinziallandtages der Provinz Hessen-Nassau.

## Leben
Hans Trumpler war ein Sohn des Eichmeisters Peter Trumpler (1844–1898) und dessen Ehefrau Luise Isermann (1846–1923). Nach dem Abitur am Gymnasium in München absolvierte er ein Studium der Rechtswissenschaften an den Universitäten in München, Berlin und Würzburg und legte 1898 die erste juristische Staatsprüfung und 1902 das Große juristische Staatsexamen ab. Er promovierte zum Dr. jur. und Dr. rer. pol. Zunächst in Bayern als geprüfter Rechtspraktikant eingesetzt, erhielt er 1903 eine Anstellung als wissenschaftlicher Hilfsarbeiter bei der Kammer der Berliner Kaufmannschaft. Von 1905 bis 1915 und von 1933 bis 1937 war er Syndikus und alleiniger Hauptgeschäftsführer der Handelskammer Frankfurt am Main. Sein Einfluss reichte bis weit in die Geschäftswelt Frankfurts hinein. Während dieser Zeit war er von 1907 an Hochschullehrer an der Akademie für Handels- und Sozialwissenschaften Frankfurt am Main, später an der neugegründeten Universität Frankfurt am Main und ab 1915 als Professor. Dort lehrte er Börsenrecht.
Er betätigte sich kommunalpolitisch und war in den Jahren von 1919 bis 1924 und 1929/1930 Frankfurter Stadtverordneter.
Von 1921 bis 1930 hatte er ein Mandat für den Nassauischen Kommunallandtag des preußischen Regierungsbezirks Wiesbaden bzw. für den Provinziallandtag der Provinz Hessen-Nassau, wo er von 1921 bis 1925 Vorsitzender der DDP-Fraktion, Vorsitzender des Finanzausschusses und Mitglied des Wahlvorschlags- und Ältestenausschusses war. Den Nassauischen Kommunallandtag leitete er von 1922 bis 1930. Trumpler legte sein Mandat nieder und emigrierte 1939 in die USA. Sein Nachfolger wurde Theodor Walter. Am 2. September 1913 heiratete er in Frankfurt Irmgard Brach (1890–1979, Tochter des Kaufmanns Gustav Brach und der Nathalie Cahen-Brach, jüdische Abstammung). So ist auch zu erklären, dass Trumpler Vorstandsmitglied im Verein zur Abwehr des Antisemitismus war.

## Veröffentlichungen (Auswahl)
- 1906: Die Geschichte der römischen Gesellschaftsformen. Untersuchungen über die Anfänge des modernen Gesellschafts- und Korporationsrechts.
- 1927: Untersuchungen über die Möglichkeit einer Relation zwischen Einkommen- und Realsteuern mit Rücksicht auf das geplante Reichsrahmengesetz über die Realsteuern. Bericht an den Deutschen Industrie- und Handelstag.